# Waitkera waitakerensis
Waitkera waitakerensis är en spindelart som först beskrevs av Chamberlain 1946.  Waitkera waitakerensis ingår i släktet Waitkera och familjen krusnätsspindlar. Inga underarter finns listade i Catalogue of Life.